# Thomas Kahn
Thomas Kahn est un auteur-compositeur-interprète français, baptisé le « petit prince de la Soul contemporaine » par le magazine Rolling Stone, né le 17 août 1988 à Saint-Mandé.

## Biographie

### Jeunesse
Thomas Kahn (pseudonyme composé de son second prénom et de son nom de dessinateur) est originaire de Clermont-Ferrand (Puy-de-Dôme). 
Il baigne depuis l’enfance dans le gospel, la soul et le blues. C’est à 15 ans qu’il commence la musique en autodidacte avec la basse et le piano mais aussi la guitare pour travailler les morceaux mythiques du rock et du reggae pour finalement tomber amoureux du blues et de la soul. Le jeune homme s’inspire alors d'artistes tels que Johnny Cash, Ray Charles, Otis Redding, Nina Simone ou encore Bob Marley.
En 2012, Thomas Kahn assiste à un braquage sur son lieu de travail. Cet événement est le déclic qui le pousse à se consacrer pleinement à la musique.

### Carrière

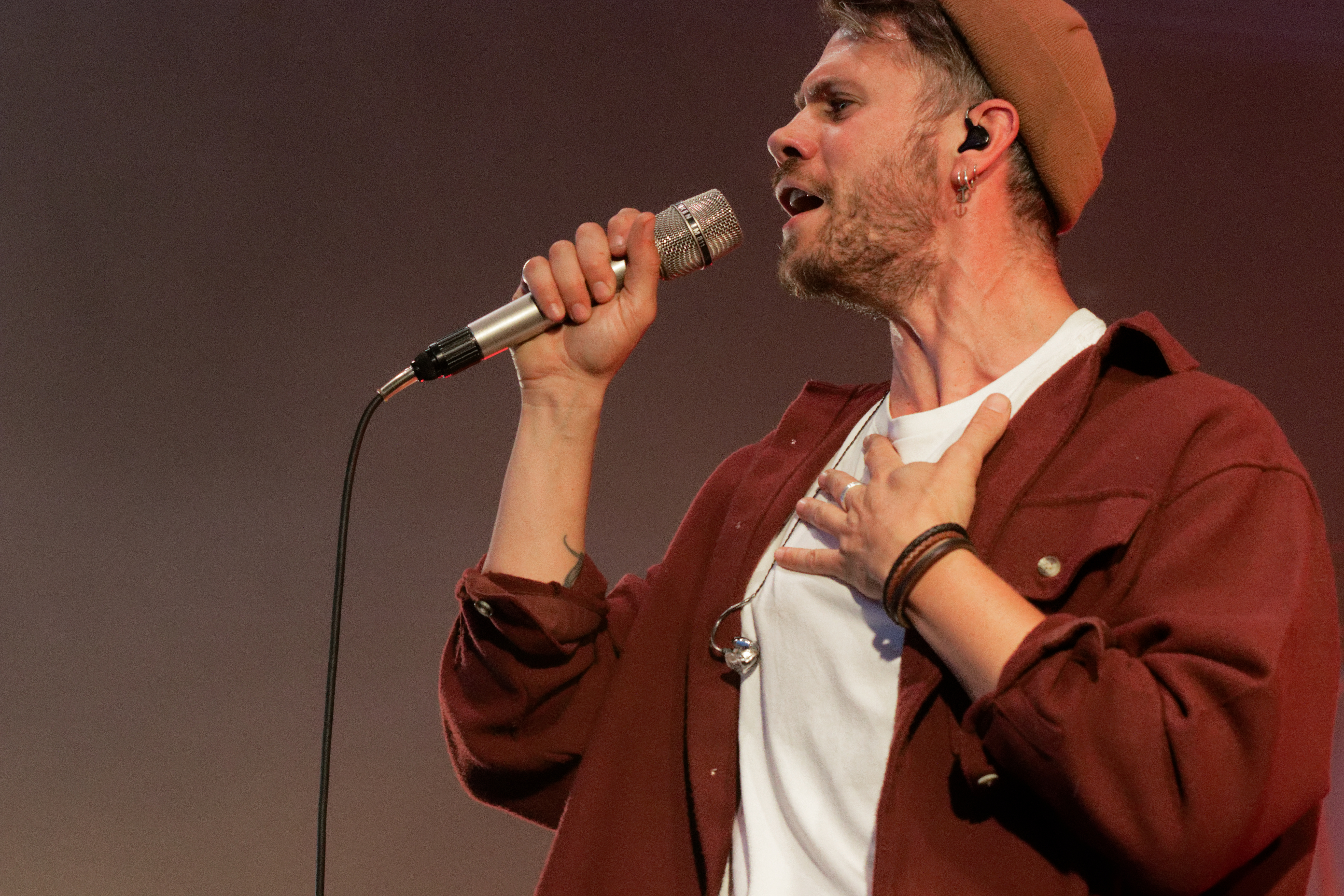
Thomas Kahn au Festival du Bout du Monde 2022.

En 2015, Thomas Kahn participe à la quatrième édition de l’émission The Voice sur TF1 et rejoint l’équipe du chanteur Mika. Il quitte l’émission après « L’épreuve ultime ».
Cette participation et exposition médiatique lui permettent notamment de se faire un nom, de faire de nombreuses rencontres professionnelles et de participer au Printemps de Bourges en 2016.
Il sort également 2 EP (Bluedy Mary en 2015 et Pulse en 2016), fait plus de 200 concerts en France dont 2 stades de 18 000 personnes, lors de mi-temps au stade Marcel-Michelin.
Thomas Kahn, ayant grandi en écoutant les plus grands noms de la soul, écrit et chante en anglais.
C’est le 8 février 2019 que sort son premier album, Slideback, une œuvre qu’il qualifie d’introspective. Dans les morceaux de son album, il évoque des moments forts de sa vie comme lorsqu’il décide de tout arrêter pour faire de la musique ou lorsqu’il a son fils entre les mains pour la première fois. Le morceau Blame and Regret, une ballade soul, est particulièrement bien accueillie par les médias.
Pour la composition de cet album, Thomas Kahn s’accompagne de Vivien Bouchet (réalisateur et ancien bassiste de Kaolin). Il l’enregistre en une semaine aux studios Palace, à Moulins sur Allier, conçu par Frédéric Echelard (Ingénieur du son) et Théophile Collier (compositeur). Slideback est mixé par Laurent Dupuy (gagnant de 2 grammy awards). 
Depuis la sortie de cet album, Thomas Kahn continue de se produire sur scène et partage la scène avec des artistes tels que A-HA, -M-, Toto ou encore Tower of Power à la Cigale.
En 2022, il sort un nouvel album intitulé This is Real sous son nouveau label Musique Sauvage. Pour ce nouvel album très personnel Thomas Kahn part s'inspirer notamment à New York City dans le berceau de la musique Soul américaine. C'est aussi là-bas qu'il tourne trois clips pour illustrer les titres More Than Sunshine, Don't Look At Me et Hope avec le réalisateur Dylan Gire alias Dylanavy.

## Discographie
- 2015 : Bluedy Mary (EP)
- 2016 : Pulse (EP)
- 2019 : Slideback
- 2022 : This is Real